# 江原武一
江原 武一（えはら たけかず、1941年8月1日 - 2021年）は、日本の教育学者、京都大学名誉教授。

## 経歴
群馬県生まれ。1965年東京大学教育学部教育学科教育社会学専攻卒業。1971年同大学院博士課程中退、1980年「現代高等教育の社会学的研究」で教育学博士の学位を取得。1971年東京大学教育学部助手、1974年奈良教育大学講師、1975年助教授、1984年京都大学教育学部助教授、1992年8月教授、2006年定年退職、名誉教授、立命館大学教育開発推進機構教授（2015年3月退職）。

## 著書
- 『現代高等教育の構造』東京大学出版会 1984
- 『現代アメリカの大学 ポスト大衆化をめざして』玉川大学出版部 1994
- 『大学のアメリカ・モデル アメリカの経験と日本』玉川大学出版部 1994
- 『転換期日本の大学改革 アメリカとの比較』東信堂 2010
- 『大学は社会の希望か 大学改革の実態からその先を読む』東信堂 2015
- 『教育と比較の眼』東信堂 2018
- 『日本の大学改革の方向』東信堂 2021

### 共編著
- 『国際化社会の教育課題 比較教育学的アプローチ』小林哲也共編著 行路社 1987
- 『アメリカの大学院評価 大学院教育の専門分野別評価を中心に』奥川義尚共著 広島大学大学教育研究センター 高等教育研究叢書 1992
- 『自己意識とキャリア形成 アメリカの高校卒業生にみる』米川英樹共編著 学文社 1996
- 『大学教授職の国際比較』有本章共編著 玉川大学出版部 1996
- 『多文化教育の国際比較 エスニシティへの教育の対応』編著 玉川大学出版部 2000
- 『世界の公教育と宗教』編著 東信堂 2003
- 『大学院の改革』馬越徹共編著 東信堂 講座「21世紀の大学・高等教育を考える4」2004
- 『大学の管理運営改革 日本の行方と諸外国の動向』杉本均共編著 東信堂 2005
- 『基礎教育学』山崎高哉共編著 放送大学教育振興会 2007
- 『現代教育改革論 世界の動向と日本のゆくえ』南部広孝共編著 放送大学教育振興会 2011

## 論文
- Cinii>江原武一

## 注
1. ↑  『現代物故者事典 2021〜2023』日外アソシエーツ、2024年、p.98。
2. ↑  『転換期日本の大学改革』著者紹介
3. ↑  江原 武一 (Takekazu Ehara) - マイポータル - researchmap